# The Pop Hits
The Pop Hits je kompilacija hitova švedskog sastava Roxette. Uz singl s albuma, "Opportunity Nox", nove pjesme snimljene za ovaj album još su: "Little Miss Sorrow", "Makin' Love To You", "Better Off On Her Own" i "Bla Bla Bla Bla Bla (You Broke My Heart)".

## Popis pjesama
1. "Opportunity Nox"
2. "The Look"
3. "Dressed for Success" (US Single Mix)
4. "Dangerous" (G.M. Remaster '03)
5. "Joyride" (Single edit)
6. "The Big L"
7. "Church of Your Heart" (G.M. Remaster '03)
8. "How Do You Do!"
9. "Sleeping in My Car" (Single edit)
10. "Run To You" (G.M. Remaster '03)
11. "June Afternoon"
12. "Stars" (G.M. Remaster '03)
13. "The Centre of the Heart" (G.M. Remaster '03)
14. "Real Sugar"
15. "Little Miss Sorrow"